# Meridiano 163 E
O meridiano 163 E é um meridiano que, partindo do Polo Norte, atravessa o Oceano Ártico, Ásia, Oceano Pacífico, Oceano Antártico, Antártida e chega ao Polo Sul. Forma um círculo máximo com o Meridiano 17 W.
Começando no Polo Norte, o meridiano 163º Este tem os seguintes cruzamentos:
| País, território ou mar         | Notas                                                           |
| ------------------------------- | --------------------------------------------------------------- |
| Oceano Ártico                   |                                                                 |
| Mar Siberiano Oriental          |                                                                 |
| Rússia                          | Okrug Autónomo de Chukotka Oblast de Magadan Krai de Kamtchatka |
| Mar de Okhotsk                  | Baía de Penjin                                                  |
| Rússia                          | Krai de Kamtchatka - Península de Kamchatka                     |
| Mar de Bering                   | Golfo Karaginsky                                                |
| Rússia                          | Krai de Kamtchatka - Península de Kamchatka                     |
| Mar de Bering                   | Baía Ozernoy                                                    |
| Rússia                          | Krai de Kamtchatka - Península de Kamchatka                     |
| Oceano Pacífico                 |                                                                 |
| Estados Federados da Micronésia | Ilha Kosrae                                                     |
| Oceano Pacífico                 | Passa a leste do atol Sikaiana, Ilhas Salomão                   |
| Mar de Coral                    |                                                                 |
| Oceano Pacífico                 |                                                                 |
| Oceano Antártico                |                                                                 |
| Ilhas Balleny                   | Ilha Buckle, reivindicada pela Nova Zelândia                    |
| Oceano Antártico                |                                                                 |
| Antártida                       | Dependência de Ross, reivindicada pela Nova Zelândia            |
| Oceano Antártico                | Mar de Ross                                                     |
| Antártida                       | Dependência de Ross, reivindicada pela Nova Zelândia            |